# Caer Gwinntguic
Il regno britannico tardoantico/altomedievale di Caer Gwinntguic aveva il suo centro nella città romana Venta Belgarum (odierna Winchester, nell'Hampshire). Acquistò una sua forma di indipendenza agli inizi del V secolo difendendo la zona più occidentale della Costa sassone.

## Cronologia
- Anni Quaranta del V secolo - Forse regno di Elafius/Elaf, menzionato da San Germano che convinse il sovrano a rinunciare all'eresia di Pelagio per abbracciare il Cattolicesimo romano;
- ca. 465 - Gli Juti dal Kent invasero l'odierno Southampton occidentale, mentre i Meonware si insediarono nella zona orientale, fondendosi coi Sassoni agli inizi del VI secolo;
- ca. 495-ca. 525 - Di fronte all'avanzata degli invasori e alla fondazione del regno del Wessex da parte di Cerdic la porta sud di Venta fu bloccata;
- ?-508 - ?Natan/Natanlaod/Nudd fu ucciso dai Sassoni del Wessex;
- 508 - I Sassoni del Wessex sconfissero i Britanni di Natanlaod nel Southampton Water;
- 552 - Caer Gwinntguic cade sotto i colpi dei Sassoni del Wessex, che così si attestarono ai confini del debole regno di Caer Celemion.